# Imma Star (Everywhere We Are)
Imma Star (Everywhere We Are) é uma canção do cantor e produtor estadunidense Jeremih. Esse é o segundo single do seu primeiro álbum, Jeremih.

## Desempenho nas Paradas
Hot R&B/Hip-Hop Songs da Billboard, foi a única parada na qual a canção entrou até o momento, na posição 48.

### Posições
| Paradas (2009)                                   | Melhor posição] |
| ------------------------------------------------ | --------------- |
| Estados Unidos - Billboard Hot R&B/Hip-Hop Songs | 48              |